# Carrick (ketch)
 (mars 2022).
Pour les articles homonymes, voir Carrick.
Le Carrick est un voilier à gréement ketch créé par l'architecte Jean-Jacques Herbulot, dérivé du Kotick et construit en petite série.

## Historique
Le Carrick a été dessiné et conçu à la demande de Jean Benquet par Jean-Jacques Herbulot, spécialement pour l'association de jeunesse les compagnons de la mer, qui était basée à Rudevent sur l'ile d'arz (Morbihan). Il a été présenté au salon nautique 1969 avant que les compagnons de la mer achètent les trois premiers exemplaires. Le Nom Carrick a été choisi en référence au nœud de Carrick qui est représenté sur le logo de l'association. le nœud de Carrick est aussi le Logo du bateau repris sur la voile et la coque.
Le Carrick est une évolution du super Kotick dont il reprend les principales caractéristiques, mais entièrement réaménagé pour accueillir 6 couchettes. La cabine avant comportant quatre couchettes a été redessinée et agrandie. Un second hublot y a été rajouté sur la cabine principale. L'arrière a été modifié avec l'ajout d'une petite cabine pour accueillir deux couchettes supplémentaires à la place des coffres.
L'aménagement avec 6 couchettes lui permet d'être utilisable en croisière, tout en conservant les avantages du gréement Ketch qui a fait le succès des Kotick pour une utilisation en école de voiles.
Pour économiser les coûts d'achats par les associations, il a été prévu de pouvoir le vendre sans aménagements, coque nue.
Il pouvait être construit en version quillard avec la Coque du Pacha ou en version dériveur lesté avec la coque du super Kotick. Le gréement de ketch ainsi que le plan de voilure reste identique aux Kotick.

## Caractéristiques
Aménagements
Deux couchettes avant (1,95m) sont reliées par un coussin masquant l'emplacement des WC. Sur bâbord, un support réchaud à cardan et des casiers à verres; sur tribord, un emplacement évier et des rangements assiettes forment le coin cuisine.
Plus en arrière, une couchette de 1,95m et au-dessus, une table à cartes coulissante, sous les bancs du cockpit.
Sur l'autre bord, une couchette identique et une table pouvant s'installer facilement pour les repas.
À l'arrière, une petite cabine comprend 2 couchettes cercueils passant sous le cockpit.
Tout à l'avant, un coffre avec vidange à la mer reçoit le mouillage sans encombrer l'intérieur.
Construction
La coque, le pont et les aménagements intérieurs sont en stratifié de polyester et fibre de verre.
La dérive est en tôle galvanisée à chaud et un lest de 300 kg en béton alvéolé est incorporé à la quille au moulage.
Pontage en contreplaqué marine de 10.
Caissons latéraux plein de polystyrène expansé  (1m³).
Banc avec étambrai où l'on peut placer un mât d'artimon simplifié pour passer facilement d'un gréement ketch à un gréement sloop.
L'accastillage est en inox, bronze inox ou nylon     
Voilure et gréement
- Mâts et bômes en alliage léger, posés sur le roof et sur le fond du cockpit.
- gréement en inox et fibre synthétique.
- Grand voile : 8,7 m²
- Foc : 6,5 m²
- Artimon : 4,5 m²
- Voile d'étai : 6,43 m²
- Spi 18 m²
- Grand mât : 6 m
- Mât d'artimon : 4,10 m
- L'artimon est contrôlé par un palan asymétrique à trois brins ancré de part et d'autre de la tête du gouvernail.

Moteur
Possibilité de mettre un moteur Hors Bord de 5 à 7 CV arbre long se fixant directement sur le tableau arrière.
Échouage
Le Carrick peut être échoué sur béquilles.
Transport
Le Carrick peut être transporté sur remorque.